# Batalla de la Ciudad de Zhizhi
La batalla de la Ciudad de Zhizhi (en chino, 郅支城之戰), también conocida como batalla de Zhìzhī (郅支之戰) o batalla de Talas (Таласская битва), tuvo lugar en el año 36 a. C., en las inmediaciones del río Talas, extendido en las actuales Kazajistán y Kirguistán. El conflicto armado enfrentó a las huestes del Luándī Hūtúwúsī (攣鞮呼屠吾斯), más conocido como Zhìzhī Chányú (郅支單于) y las tropas de la dinastía Hàn al mando de Gān Yánshòu (甘延壽), junto con su subalterno Chén Tāng (陳湯), quienes emprendieron una campaña militar en los territorios de Xīyù (西域), contra la expansión del poder xīongnú (匈奴), bajo el poder de este último soberano independiente.
La crónica de esta campaña, que nos ha llegado a través del historiador Bān Gù (班固), relata los pormenores de la misma hasta la victoria final por parte del ejército Hàn, conquistando la capital levantada tan sólo unos años antes por orden de Hūtúwúsī. Tras un laborioso asedio, la ciudad de Zhìzhī (郅支城), fue tomada junto con los restantes supervivientes y un cuantioso botín, todos trasladados a territorio Hàn. Tras el resultado de esta batalla, los xīongnú jamás volvieron a erigirse como un poder destacado en las estepas, comenzando a ser eclipsados sobre las mismas a favor del auge de otras ramas más pujantes, como los xiānbēi (鮮卑).

## Antecedentes
La otrora poderosa confederación xīongnú, comenzó a partir de la década del 60 a. C., a experimentar una serie de divisiones y luchas en el seno de la misma, que abocó a la misma a su agonía desenfrenada, sin poder reaccionar ante la falta de legitimidad de un único gobernante o Chányú. Circunstancia esta última que intentó solventarse a través de una serie de autoproclamaciones, a partir de las cuales los pretendientes, fuesen de la familia real gobernante o no, intentaron desesperadamente imponer su mandato absoluto. Estos intentos, fracasarían repetidamente, encontrándonos ya en el 54 a. C., con una situación bicéfala en la que el Chányú legítimo, Luándī Jīhóuquǎncè (攣鞮稽侯犬冊), había sido derrocado por su propio hermano mayor, Luándī Hūtúwúsī, empujándole a mendigar una necesitada ayuda al principal enemigo para la estabilidad de la confederación: la dinastía Hàn. En este momento, la confederación se dividía en la legitimidad de un Chányú derrocado (Jīhóuquǎncè) y la pretendida autoridad del Chányú usurpador (Hūtúwúsī). Ante esta problemática, los diferentes actores del escenario político, acabarían buscando de forma independiente el beneficio propio, por lo que durante décadas, Hūtúwúsī tratará de reforzar su posición de cara a figurar como el único y legítimo mandatario xīongnú, buscando apoyos tanto en el escenario centroasiático, como también validando su posición ante el emperador Hàn, buscando la aplicación de una inteligente política bidireccional que pudiera sostenerle en sus pretendidos derechos al trono y gobierno de la confederación. Por su parte, su hermano buscaría justamente los mismos objetivos, aunque en su condición de Chányú desposeído, sólo podía encaminar sus ruegos hacia la atención del Emperador: pese a lo políticamente previsible (apoyar al usurpador), la posición Hàn, partirá desde el primer momento hacia el respaldo y el sostén del gobernante derrocado. Esta circunstancia es esencial para entender el contexto y situación del origen de la batalla misma, puesto que este capítulo bélico no fue sino el último paso efectuado en pos de la unificación de las hordas xīongnú a favor de un único gobernante, favorecido por el Emperador (Jīhóuquǎncè),

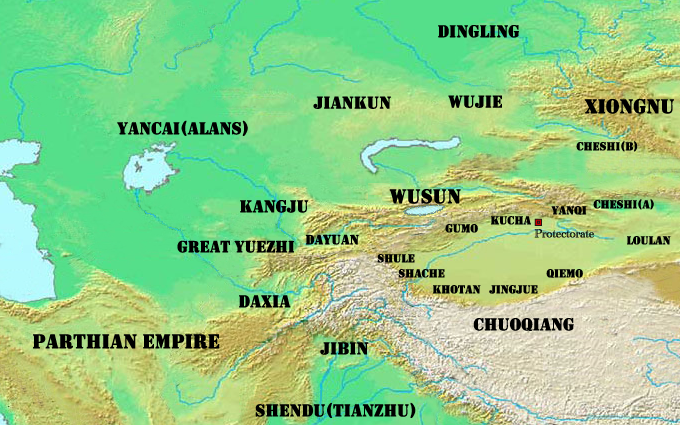
Situación geoestratégica de los principales protagonistas en el Asia Central, hacia mediados del siglo I a.C. El control del territorio de la Transoxiana, aseguraba una zona no sólo de primer nivel estratégico, sino también de potentes recursos económicos. Una circunstancia que naturalmente, Hūtúwúsī intentó conseguir tras expansión territoritorial a costa de los dominios de los kāngjū y los wūsūn.

Pese a que en otros casos similares, la respuesta china fue lo suficientemente rápida y astuta como para no postergar un conflicto erosivo como el señalado, en el caso de la usurpación de Hūtúwúsī, influye la lejanía de sus dominios frente al teatro de operaciones de los ejércitos imperiales, al mismo tiempo que su progresivo desplazamiento hacia el oeste, buscando el abrigo de las regiones montañosas y alejadas del Asia Central. El coste de la movilización de los ejércitos, condenó en repetidas ocasiones a muchos dirigentes en la historia china, por lo que aun siendo considerado una amenaza, una respuesta armada del Emperador contra el taimado Hūtúwúsī, implicaba una serie de medidas que ni el propio gobernante estaba seguro de acometer, ni la administración imperial capaz de sufragar al completo. Es importante tener estos aspectos en cuenta a la hora de comprender el número de efectivos desplegados en esta campaña, que se sostuvo en buena medida a través de las aportaciones de tropas por parte de los estados amenazados de Xīyù. A todo ello debemos señalar la total improvisación de la campaña por parte de Gān Yánshòu y Chén Tāng, pues tal y como queda señalado en el Hàn Shū, la idea original del traslado de estos dos oficiales, pasaba meramente por dirigir y administrar la situación gubernamental en los territorios de Xīyù, respondiendo así a las quejas efectuadas por varios líderes regionales ante la amenaza de Hūtúwúsī, sin que les fuera encomendada ninguna campaña ni ataque hostil hacia sus dominios.
Mientras que los Hàn trataban de ofrecer una respuesta activa ante la expansión del poder de Hūtúwúsī, este último hacía lo mismo justamente en el área centroasiática, donde durante los años precedentes y tras numerosas campañas contra los pueblos circundantes a la misma, había cimentado un poderoso estado capaz de amenazar el control Hàn sobre Xīyù, lo que a su vez implicaba el control en manos exógenas (y enemigas) del importante nudo comercial que unía el mundo asiático con Partia y por extensión con el propio Imperio Romano. Consciente de la oportunidad que le brindaba su posición, Hūtúwúsī llegaría a fundar un asentamiento fortificado, conocido en las fuentes chinas como Zhìzhīchéng (郅支城) o "Ciudad de Zhizhi", además de llegar a mantener un completo control sobre los antiguos dominios de los kāngjū (康居) y los wūsūn (烏孫), que pasaban por ser los dos principales poderes nómadas en la región.

## Escaramuzas previas y el inicio de la contienda
Tras partir desde territorio Hàn, Gān Yánshòu y Chén Tāng llegaron a los dominios de Hūtúwúsī con el grueso de sus tropas, que ascendía a un total de 40.000 efectivos, entre los cuales se encontraba un gran número de oriundos de los estados de Xīyù. La primera toma de contacto con las huestes de Hūtúwúsī tuvo lugar en territorio wūsūn, donde una parte del ejército Hàn fue sorprendido por un ataque en la retaguardia bajo el mando de Bào Tián (抱闐), uno de los mandos subalternos del Chányú que había sido mandado preventivamente para arrasar el territorio wūsūn y atacar en última instancia de forma sorpresiva a las tropas Hàn. Tras el ataque a la capital wūsūn y la toma de un cuantioso botín, Bào Tián se dirige contra la retaguardia de las tropas Hàn, llegadas a la región: ante este movimiento, Chén Tāng responde rápidamente dirigiendo a la caballería aliada de Xīyù, que logra desbaratar el ataque y ejecutar a gran parte de la tropa dirigida por Bào Tián. Esta escaramuza se saldó con la pérdida del botín acumulado por Bào Tián; un revés serio, que sin embargo nada hacía presagiar el final ya inminente del estado levantado por Hūtúwúsī.

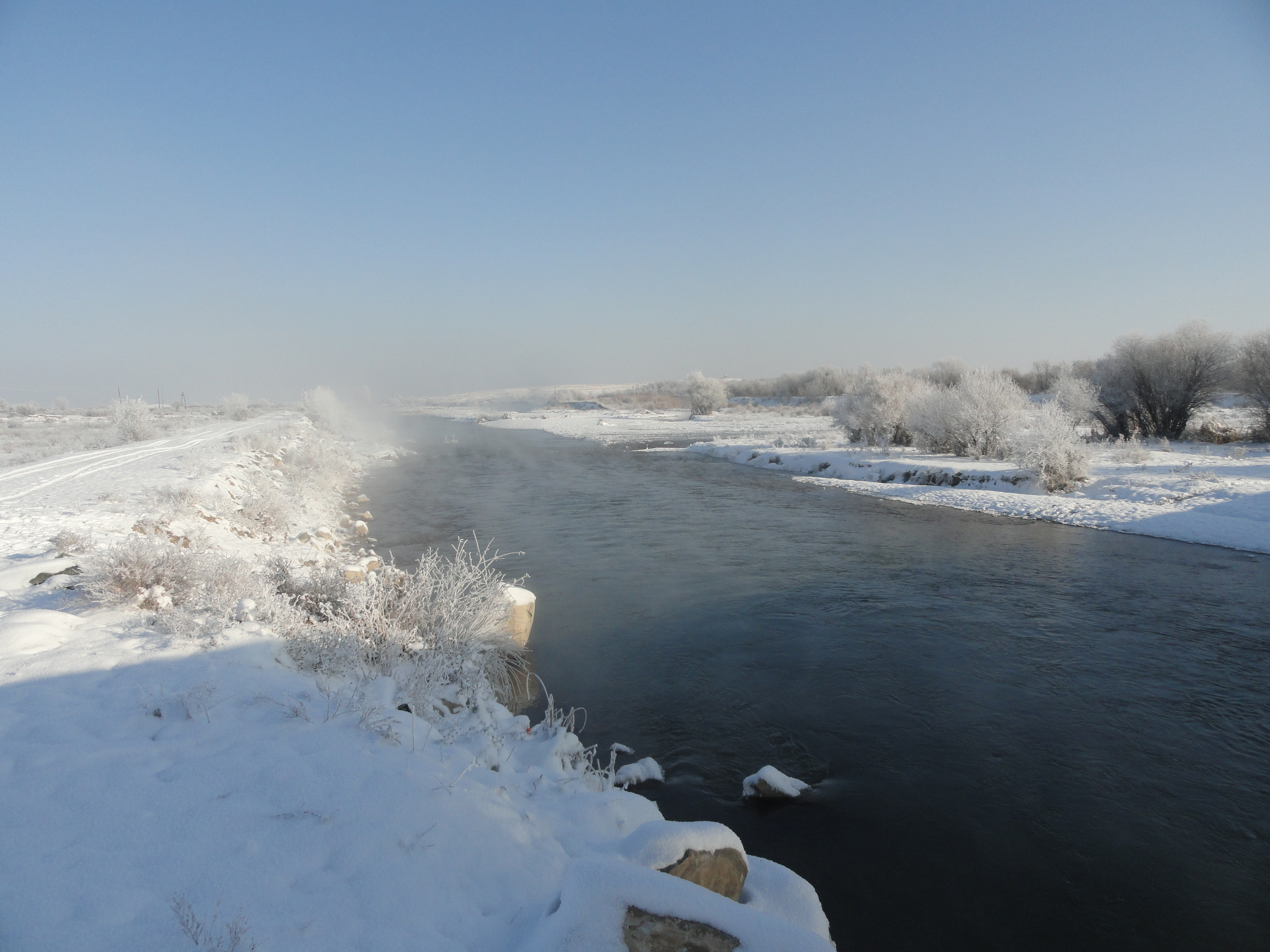
Trayecto del río Talas en la época invernal. Si en última instancia las anotaciones del Hàn Shū se corresponden de forma fidedigna en la alusión al Talas, este hecho no deja de ser de por sí relevante, teniendo en cuenta que justamente en las inmediaciones de este río, la segunda dinastía en mayor importancia tras los Hàn, la dinastía Táng (唐), sufrirá una hecatombe militar (751 d. C.) que sellará paradójicamente la expansión y presencia del gobierno en el área centroasiática.

En un primer momento, esta victoria levantó el ánimo de la soldadesca, aunque no empujó a sus líderes a un ataque precipitado contra la capital: antes de ello, se desplegó la acostumbrada diplomacia castrense, en la cual Hūtúwúsī trató de ganar tiempo y recursos, al mismo tiempo que Gān Yánshòu y Chén Tāng reunían información sobre todo lo acontecido en el espacio centroasiático desde la llegada del Chányú al mismo, además de la masacre decretada contra la elite gobernante de los kāngjū. Convencidos de la peligrosidad del poder de Hūtúwúsī y considerando ya seriamente un ataque frontal y sin paliativos, las fuerzas Hàn se encaminaron ya de forma directa, hacia la capital: Zhìzhīchéng.
Consciente del ataque inminente, Hūtúwúsī comenzó a desplegar sus efectivos en torno al complejo, disponiendo su nutrida caballería e inclusive, una serie de tropas a pie (步兵), distinguidas de las demás por su reseñable formación en yúlín (魚鱗) o "escamas de pescado", situándose estos últimos a las puertas de la ciudad. Todo ello acompañado de los gritos de las tropas dentro del complejo, que incitaban al combate con los invasores Hàn. En el otro lado del campo de batalla, Gān Yánshòu y Chén Tāng, disponían el campamento (營), haciendo formar a las tropas armadas con ballestas extendidas (張弩) y conminándoles a efectuar repetidas cargas sobre las líneas de combate xīongnú desplegadas en torno al complejo: esta maniobra obtuvo un éxito absoluto cuando las fuerzas enemigas se vieron obligadas a regresar al interior del complejo, evitando así la carga directa de la caballería kāngjū al servicio de Hūtúwúsī.
Aunque habían conseguido desbaratar un ataque frontal por parte de los xīongnú, sus fuerzas se encontraban ahora al abrigo de las formidables defensas de la capital, constituidas por un muro exterior elaborado en madera, al mismo tiempo que se reforzaba por dentro con un segundo muro compuesto ya únicamente de tierra. Estas defensas, obligaron a una serie de ataque flamígeros dirigidos en primer término a derribar la muralla exterior y conseguir abrir puntos de ataque directo hacia la muralla interior. En el transcurso del asedio, Hūtúwúsī y sus mandos castrenses, trataron de parar el ataque Hàn a la muralla exterior con sucesivas andanadas desde las murallas del complejo e incluso realizando varias salidas en pos de aniquilar parte del equipo de asedio dispuesto por las tropas Hàn, sin que llegasen a conseguir éxito alguno debido a la línea de ballesteros desplegada por Gān Yánshòu y Chén Tāng. De este modo, mientras que un cuerpo de soldados trataba de incinerar el parapeto exterior, la línea defensiva les protegía mediante el ataque a larga distancia frente a cualquier amenaza nacida desde el complejo, ya fuese en forma de salida o ataque desde el parapeto. Las opciones de los xīongnú comenzaban a estrecharse aún más, preconlzando la caída.
El punto de inflexión tuvo lugar justamente ya a la noche, cuando la muralla de madera exterior cayó pasto de las llamas, propiciando una retirada estratégica a la segunda muralla de tierra. Previamente a este terrible golpe psicológico, el Chányú comenzó a temer inclusive por su vida, barajando la opción de una huida consiguiente, que en última instancia desechó, a favor de una defensa del complejo y llegando a ser herido parcialmente por una flecha perdida del ejército Hàn. Con la caída de su defensa exterior, ya totalmente desmoralizado y con más de la mitad de sus hombres muertos o capturados, las fieles tropas kāngjū se dividieron en múltiples secciones de cara a cubrir de forma completa la circunvalación de la muralla de tierra, preparándose al ataque consiguiente Hàn, al mismo tiempo que una vez más, Hūtúwúsī dio orden para una enésima salida desde el complejo y atacar de forma sorpresiva al ejército enemigo: una vez más, este movimiento fracasó frente a la defensa organizada en el campamento Hàn.
Al amanecer, la esperanza de una posible victoria final se desvaneció con la huida de las restantes tropas kāngjū ante la debacle: momento culminante en el que las tropas Hàn dieron la orden del ataque final, consiguiendo penetrar sin demasiado esfuerzo en las defensas de la muralla de tierra. El Chányú y el escaso centenar de fieles supervivientes, huyeron aterrados buscaron una última defensa en las estructuras fortificadas del interior. En la última defensa, las tropas Hàn consiguieron atajar cualquier retirada, aniquilando a los últimos fieles del Chányú y obteniendo la cabeza de este último, que fue decapitado por un oficial subalterno, llamado Dù Xūn (杜勳). Finalizaba así una campaña inesperada, que se saldó con la derrota del último soberano xīongnú capaz de poner en riesgo la estabilidad de las fronteras y el control de los Hàn sobre el área centroasiática, al mismo tiempo que se restablecía el control sin paliativos del Emperador sobre la región.

## El día después
La victoria de Gān Yánshòu y Chén Tāng no supuso en modo alguno un éxito incomensurable a ojos del estado Hàn: ambos habían actuado sin consulta ni planificación previa con el estado, al mismo tiempo que habían ejercido un poder y autoridad superiores en rango y atribuciones. Su ejercicio de poder, traería como consecuencia directa un juicio y graves acusaciones a su regreso a territorio Hàn. De hecho, ya previamente a la campaña, Gān Yánshòu había intentado parar el inicio de la misma, consciente de los graves problemas que tendrían a su regreso, siendo frenado en el último momento por Chén Tāng. No obstante, su gesta sí trascendió en el resto de las capas sociales, siendo considerados en su época como auténticos adalides del poder Hàn, sirviendo en lo sucesivo como ejemplos recurrentes en la política exterior con los grupos nómadas de la estepa. Paralelamente a esta reacción social, la campaña trajo como consecuencia la llegada de un nutrido botín a las arcas del estado: en este punto, el Hàn Shū relata la grave acusación de corrupción a la que se enfrentó Chén Tāng tras su regreso al estado, indicando una repetida rapiña a lo largo de todo el trayecto de vuelta desde Xīyù. En última instancia, el reconocimiento como egregio líder y su éxito compartido con Gān Yánshòu, favoreció que llegase a ser defendido y perdonado de sus faltas, siendo inclusive llamado nuevamente décadas después, para un nuevo servicio de cara a la política exterior con los xīongnú.
En cuanto al poder xīongnú, el final de la campaña y la cabeza de Hūtúwúsī a las puertas del complejo imperial, supuso la confirmación de una decadencia ya imparable iniciada varias décadas atrás, agravada por la incapacidad de reacción de un líder a la altura de las circunstancias: si bien Hūtúwúsī intentó mantener su poder y libertad de movimiento en contraposición al servilismo de su hermano Jīhóuquǎncè, la división de intereses y la inquina mostrada entre ambos, condujo a una división de fuerzas que fue explotada inteligentemente por la dinastía Hàn, consiguiendo exterminar a los grupos más rebeldes y fortalecidos (Hūtúwúsī) y sometiendo al vasallaje a los grupos más dóciles y debilitados (Jīhóuquǎncè). Desde este momento, la importancia en la estepa recaería progresivamente sobre los grupos situados más al este, que por el momento habían pasado ligeramente desapercibidos, personificados en los grupos étnicos de los wūwán (烏丸) y los xiānbēi.

## Epílogo: la hipotética vinculación con las "legiones perdidas" de Craso
Desde el 1941, el historiador y sinólogo estadounidense Homer H. Dubs, acuñó una hipótesis en torno a una presunta identidad romana asociada a parte de los defensores de la capital xīongnú. Para argumentar esta hipótesis, Dubs indica la relevante anotación que ya indicamos líneas atrás, en torno a la formación de "escamas de pescado" (魚鱗) dispuesta en parte de las tropas a pie de Hūtúwúsī. Esta mención, no llegaría a volver a ser utilizada nunca en ninguna otra fuente china coetánea ni anterior, lo que demuestra una cierta particularidad distintiva, que ayuda ciertamente a identificar una posible unidad de combate exógena al área centroasiática o al menos, con una formación nada usual asociada a la misma. Según la tesis defendida por Dubs, tras la dramática derrota en la batalla de Carras (55 a. C.), en la que el triunviro Marco Licinio Craso había desplegado entre 7 y 11 legiones, los supervivientes de la debacle (en torno a 1/4 del conjunto) habrían acabado siendo reutilizados por los partos en tareas defensivas al este de sus dominios, previniendo así la amenaza que Hūtúwúsī ejercía no solo ya hacia el Asia Central, sino también hacia Margiana, una de las regiones próximas a la misma, bajo soberanía parta. Sin embargo, estas tropas volverían a ser nuevamente derrotadas y terminarían sirviendo bajo las órdenes de un nuevo señor: Hūtúwúsī. La fortuna volvería de nuevo a dar un nuevo giro dramático, con el ataque inesperado del ejército Hàn sobre la capital del Chányú, que trajo una vez más, la derrota a los cada vez más escasos legionarios. Los supervivientes volvían a ser encadenados al vasallaje de otro poder extranjero, para ser reubicados en última instancia, sobre la localidad de Líqián (驪靬), donde pasarían el resto de sus días sirviendo nuevamente como tropas fronterizas.
Desde el momento de su acuñación hasta el día de hoy, esta tesis ha sido rechazada por la inmensa mayoría de historiadores, con escasas excepciones, como el caso del insigne Lev N. Gumilev (Лев Николаевич Гумилёв). No obstante, esta circunstancia no ha impedido que en los últimos años, diversos autores como Ethan Gruber encabezasen una investigación al respecto, verificándose la identificación de restos fehacientes de ADN caucásico en torno a los habitantes de Líqián, además de apreciarse diferencias físicas notables en contraposición a la población Hàn y otras etnias situadas en los alrededores de la misma. Un hecho que sin embargo puede explicarse fácilmente, habida cuenta la existencia de grupos caucásicos en torno a los márgenes occidentales de la órbita cultural sínica, siendo justamente los wūsūn uno de los ejemplos más notorios y recurrentes para vislumbrar las relaciones étnicas entre las poblaciones asiáticas y europeas. Otros autores, como Christopher Anthony Matthew, argumentan la identificación del pasaje referente a las "escamas de pescado" en torno a una hipotética unidad de combate constituida por descendientes de la población griega asentada en el área centroasiática desde la época de Alejandro Magno, teniendo en cuenta que las formaciones hoplíticas también podían disponer formaciones laminares con sus escudos.